# Isanti County
Isanti County is een county in de Amerikaanse staat Minnesota.
De county heeft een landoppervlakte van 1.137 km² en telt 31.287 inwoners (volkstelling 2000). De hoofdplaats is Cambridge.

## Bevolkingsontwikkeling

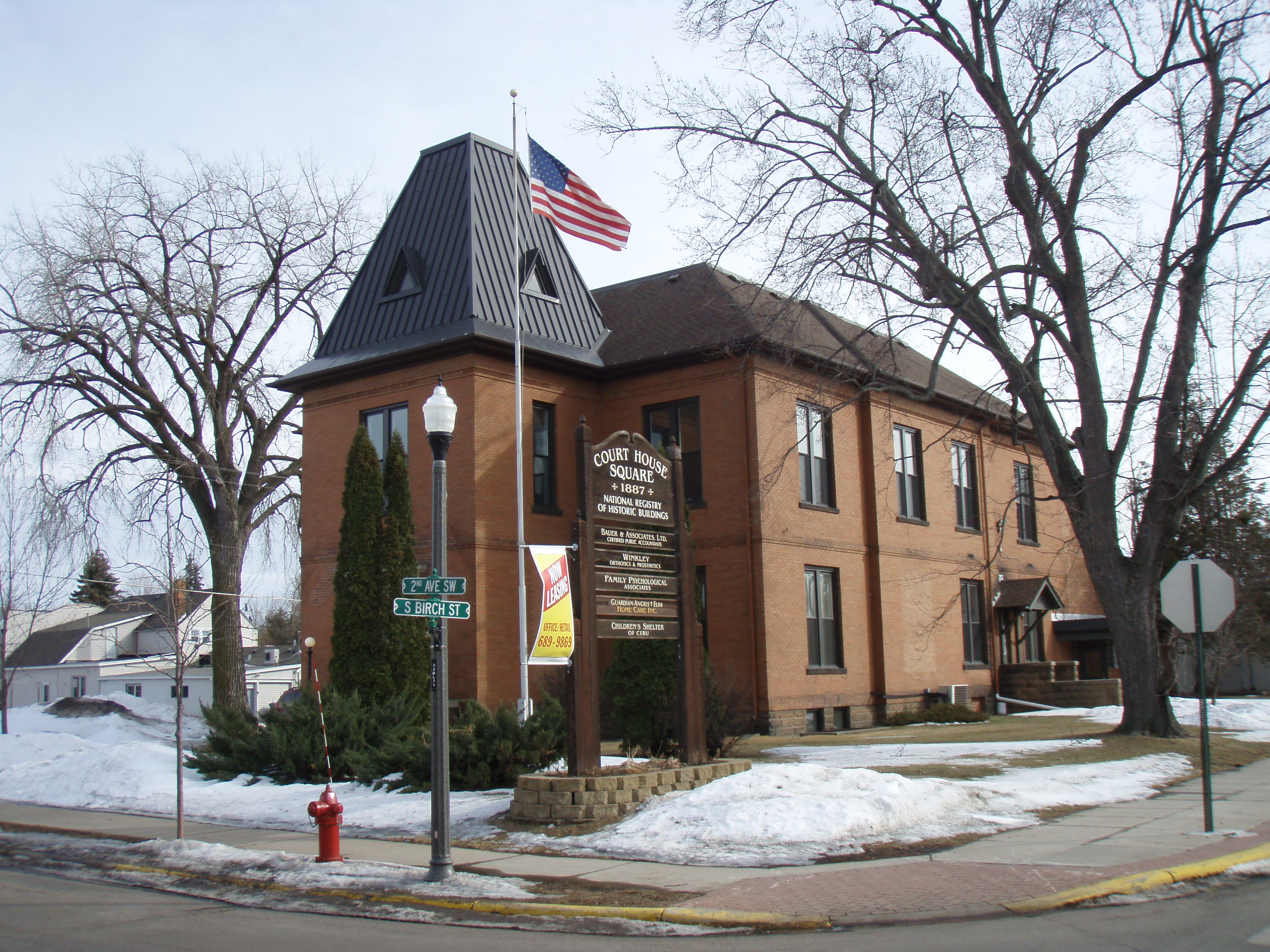
Isanti County Courthouse